# Distrito de Brig
El Distrito de Brig (en francés Dristrict de Brigue, en italiano Distretto di Briga) es uno de los catorce distritos del cantón del Valais, situado al oriente del cantón. Tiene una superficie de 434,5 km². Es el quinto distrito en superficie y el sexto en población.

## Geografía
El distrito hace parte de la llamada zona del Valais Alto (Oberwallis/Haut-Valais). Limita al norte con el distrito de Goms, al este con el distrito de Raroña oriental, al sureste con la Provincia de Verbano Cusio Ossola (IT-21), y al oeste con los distritos de Visp y Raroña occidental.
La máxima elevación del distrito es el Aletschhorn (4.192 m). Otras cimas importantes son: Weissmies (4.023 m), Lagginhorn (4.010 m), Fletschhorn (3.993 m), Bietschhorn (3.934), Nesthorn (3.824), Schinhorn (3.797 m) y el Breithorn (3.785 m).
El río principal es el Ródano. Otros ríos importantes son el río Massa, el Saltina, formado de la unión del Taferna, que nace cerca del Paso del Simplon. 

## Historia
Los orígenes del décimo de Brig son desconocidos; fue probablemente una circunscripción judicial y administrativa del Condado del Valais durante la Edad Media. No parece excluida la hipótesis que se haya desarrollado a partir de la parroquia de Naters, que aparece por primera vez en un documento en 1018 y cuyos límites debían corresponder en grosso modo a los del décimo. Es verdad que la parroquia de Visp mordía el décimo de Brig y, recíprocamente, la parroquia de Naters sobre la de Visp. El Emperador Enrique IV donó el dominio de Naters con todas sus dependencias al obispo de Sion en 1079. Este último lo organiza administrativa y judicialmente, nombrando vidames y mayores, cuyas cargas se convirtieron en feudos hereditarios. A principios del siglo XIV, reunió las dos funciones en las manos de un castellano escogido por él, que residía en el castillo de Supersaxo (au der Flüe) en Naters. 
Las personas del décimo tomaron más y más influencia en la elección del castellano y obtuvieron finalmente el derecho a ejercer por sí mismos en 1418. A partir de 1356, los castellanos son raramente nobles. El décimo estaba dividido en seis corporaciones y media (o burguesías) llamadas Gumper o compra, se trata de Naters, Rischinen, Mund, Brig, Brigberg, Simplon y el semi-gumper de Zwischenberg. Aparte del obispo de Sion, detentor de la suseranía, el cabildo de la catedral y otros señores, como los señores de der Flüe (de Saxo), de Aosta, de Ornavasso, de Weingarte, Rod(i)er, de Mund y de Mörel, poseían tierras en el décimo. 
A partir de los siglos XIV y XV, la compra de los derechos de la señoría va a la par con la formación de las comunas. La hipótesis de una única comuna original salida de Naters no es factible. Probablemente se produjo un proceso de concentración alrededor de varias explotaciones feudales. Estas unidades de habitación y de subsistencia habrían sido suplantadas a partir del siglo XIII por las comunas, ya como entidades jurídicas dotadas de sus propios órganos. Son conocidas como colectividades de ese tipo: Glis en 1252, ab Dorf (lugar desconocido) y auf der Flüe en 1306, Naters y Simplon en 1307, Birgisch en 1320, Eggerber en 1321, Ried (hoy comuna de Ried-Brig) y Termen en 1349, Gamsen en 1354, Alpjen y Gondo en el siglo XIV, y Mund en 1427. En 1552, Täsch y Randa se encontraban también unidas al décimo de Brig, aunque se pertenecían al de Visp. 
El décimo tuvo como capital la comuna de Naters hasta 1518, para luego ser trasladada a Brig. Un sello del décimo es mencionado en un documento de 1341; el primero conocido data de 1368. La horca se encontraba al lado del camino que de Glis conduce a Gamsen. La espada del décimo databa de 1638. Las reglas y mandatos fueron decretados en 1418, 1459, 1518 y 1545, estos tenían por objetivo la reglamentación de la organización y las proceduras judiciales, así como la persecución por deudas, en 1507 sobre el precio y el peso del pan, en 1540 sobre los insultos, la santificación del domingo y la borrachera, en 1579 sobre el derecho de retracto. Los órganos del décimo eran la asamblea y el castellano, elegido anualmente, y que dirigía la administración y presidía el tribunal. Un concejo del décimo arreglaba los asuntos cotidianos según las instrucciones según conviniera la asamblea del décimo. El comando militar era generalmente ejercido por un banneret (abanderado) y un capitán de décimo, elegidos de por vida. Aparte del tribunal del décimo, había también aquellos de las subcastellanías de Simplon (1352) y de Zwischbergen (siglo XV), las jurisdicciones independientes de Wald (1407), Ganter (1437) y Finnen (1427), así como la castellanía del cabildo catedral en Wickert, cerca de Glis (aprox. 1320). El décimo de Brig concluyó alianzas y convenciones; una de las más importantes fue la alianza defensiva de 1355 que concluyó con las comunas del Alto Valais, la comburguesía con los Waldstätten (1417), con Domodossola en 1388 y con España en 1615.

## Comunas
| Distrito de Brig | Distrito de Brig       | Distrito de Brig |
| Comunas          | Población (31.12.2008) | Superficie km²   |
| ---------------- | ---------------------- | ---------------- |
| Birgisch         | 220                    | 5,7              |
| Brig-Glis        | 12 162                 | 38,0             |
| Eggerberg        | 345                    | 6,0              |
| Mund             | 511                    | 40,2             |
| Naters           | 8015                   | 101,3            |
| Ried-Brig        | 1752                   | 47,5             |
| Simplon          | 345                    | 90,9             |
| Termen           | 863                    | 18,8             |
| Zwischbergen     | 111                    | 86,1             |
| Total (9)        | 24 324                 | 434,5            |